# Kernbeißer
Der Kernbeißer (Coccothraustes coccothraustes) ist die größte in Europa heimische Art der Finken (Fringillidae). Der große und kräftige Kegelschnabel des sogenannten Finkenkönigs stellt ein auffälliges Merkmal dar. Die Schneiden des Oberschnabels und die ausgehöhlte Führung des Unterschnabels ermöglichen in Verbindung mit der entsprechenden Muskulatur das Aufspalten von Obstkernen, wozu ein erheblicher Druck aufgewendet werden muss. Der Kernbeißer besiedelt Europa, Nordafrika sowie ostwärts die Gebiete bis Ostasien und Japan. Seine Nahrung setzt sich vor allem aus Samen von Laubbäumen und Früchten, aber auch aus Insekten und deren Larven zusammen. Die Art gilt derzeit als nicht gefährdet.

## Beschreibung

### Merkmale

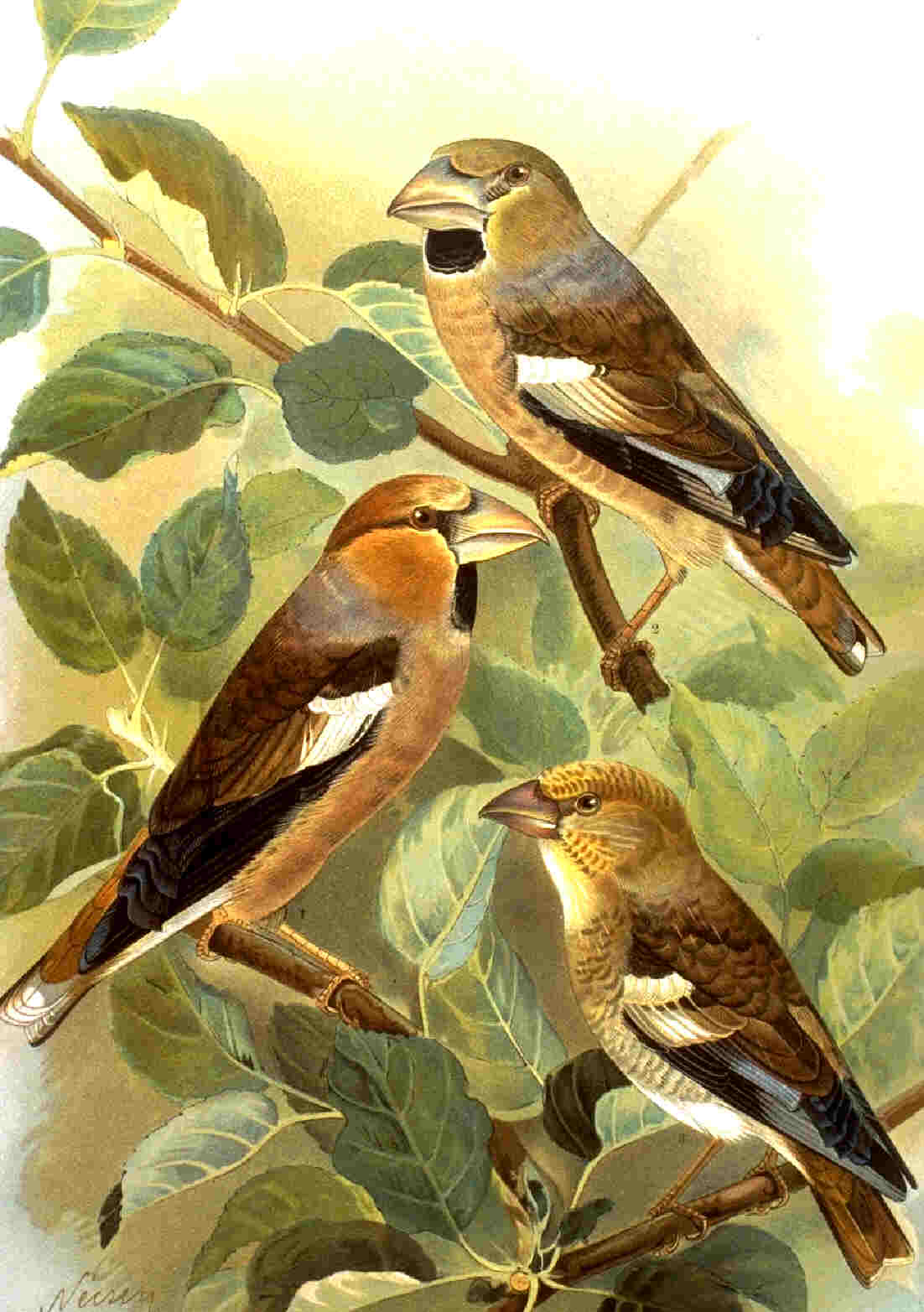
Oben ist ein Weibchen zu sehen, in der Mitte ein Männchen und unten ein Jungvogel

Der Kernbeißer zeichnet sich durch seine gedrungene Gestalt aus und ist an seinem kräftigen, runden Kopf, dem großen Kegelschnabel und kurzen Schwanz leicht zu erkennen. Die Augen sind braun. Die äußeren großen Armdecken bilden ein weißes Band, das im Flug als halbmondförmige Zeichnung gut erkennbar ist. Daneben gibt es ein weißes Band im Bereich der Handschwingen, die Schwingen sind ansonsten blauschwarz. Beine und Zehen sind fleischfarben. Kernbeißer erreichen eine Körperlänge von 16,5 bis 18 Zentimeter. Das Körpergewicht liegt bei 48 bis 62 Gramm. Die Flügelspannweite beträgt 29 bis 33 Zentimeter. Die Steuerfedern sind gemessen entlang des Federschaftes beim Männchen höchstens 22 bis 23 mm und beim Weibchen 14 bis 17 mm lang.
Der Kernbeißer weist einen schwach ausgebildeten Geschlechtsdimorphismus auf. Der Kopf des Männchens ist gelb- bis rotbraun, in manchen Gebieten jedoch eher zimtbraun. Er ist durch ein breites graues Nackenband mit dem dunkelbraunen Rücken verbunden. Der schwarze bis grauschwarze Schwanz mit breiten, weißen Endbinden ist wenig eingekerbt. Zur Mitte hin geht die Färbung in einen grau- bis hellbräunlichen Farbton über. Die Zügel, die schmale Schnabeleinfassung und der Kehlfleck sind tiefschwarz. Die Brust und die Unterseite sind rötlichbraun bis bräunlichweiß, in manchen Gebieten jedoch eher zimtbraun. Der Bürzel ist gelbbräunlich bis hellbraun. Das Weibchen ist heller und weniger intensiv gefärbt. Die Farben sind nicht so scharf abgegrenzt wie beim Männchen. Der Oberkopf ist weniger rotbraun und leicht gräulich. Die Brust ist rötlichgrau und die Unterseite grauweiß. Der Bürzel ist gelbgrau. Bei weiblichen Jungen grau und bei männlichen Jungen schwarz bis metallisch schimmernd sind die Außenfahnen der Armschwingen und die vierte bis sechste Handschwinge. Der Kehlfleck ist bei jungen Weibchen blassgelb und beim jungen Männchen goldgelb. Bauch, Brust und Flanken der Jungvögel sind beim Männchen grober gefleckt als beim Weibchen. Albinotische Kernbeißer sind äußerst selten.
Im Stadium der Selbstständigkeit sind die Jungvögel braun gebändert und tragen einen gelben Kehlfleck. Die Iris des Auges ist graugrünlich. Im zweiten Jahr nach der Herbstmauser ist das Jugendkleid gänzlich verschwunden. Die geschlüpften Nestlinge sind gelbrötlich. Stirn, Nacken, Rücken, Schulter, Flügel, Bauch, Oberschenkel und Unterschenkel sind dicht mit grauweißen Daunen bedeckt, wobei diese oberseits eine Länge von 10 bis 12 Millimeter aufweisen können.
Der Flug ist kräftig, schnell und leicht bogenförmig. Auf kurzen Strecken fliegt der Kernbeißer einen einzigen Bogen, auf langen Strecken fliegt er in Wellenform. Im meist hohen Flug ist die weiße Zeichnung an Flügeln und Schwanz auffallend. Der Kernbeißer kann sehr schnell auf- und abwärts fliegen, insbesondere bei der Jagdbalz und auf der Insektenjagd. Am Boden ist sein Gang wackelig mit ausgeprägten Sprüngen.

### Mauser

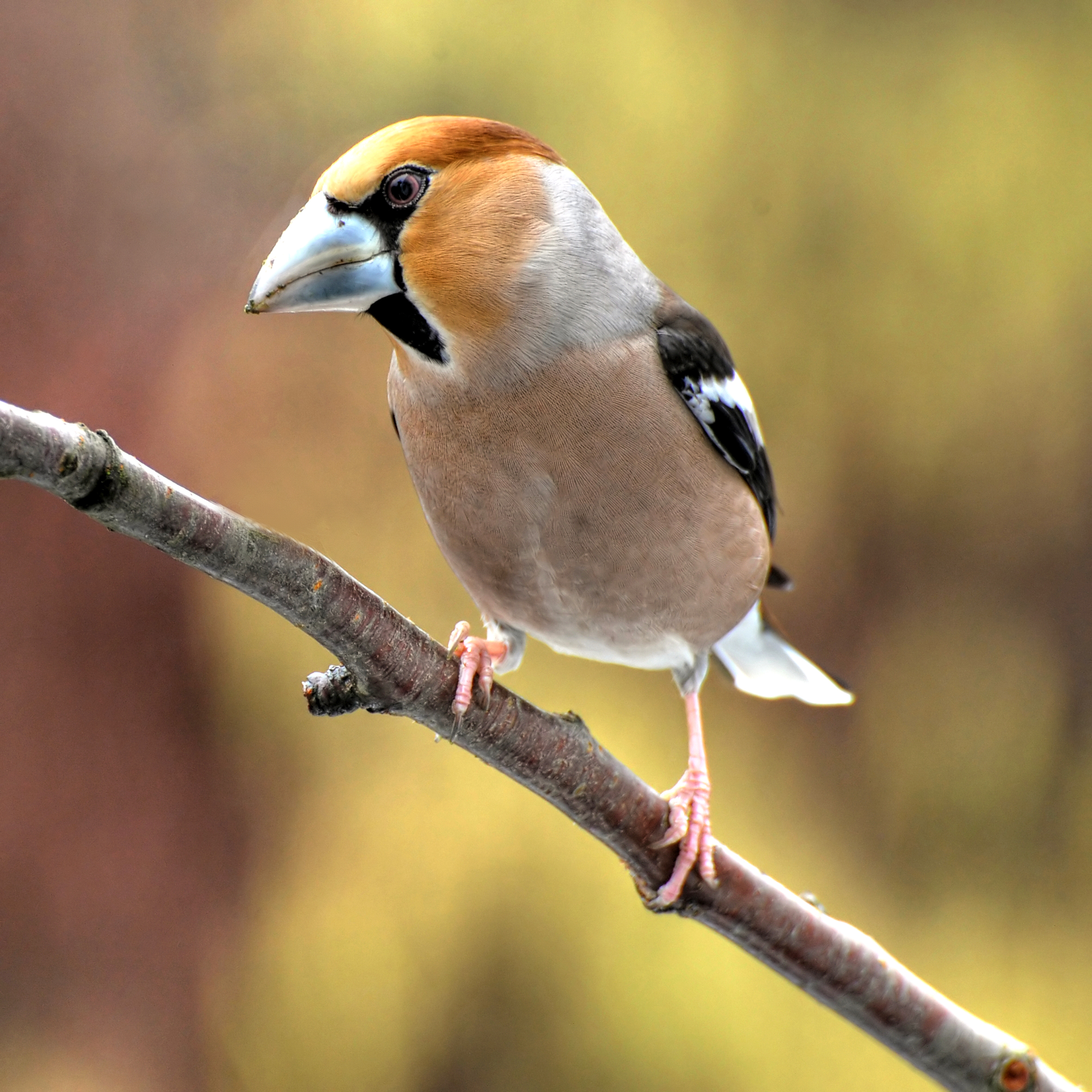
Männchen im Frühling.

Die Jugendmauser, eine Teilmauser, beginnt im Alter von 10 bis 13 Wochen und dauert acht bis neun Wochen. In Abhängigkeit vom Schlupftermin zieht sich der Wechsel des Kleingefieders von Juli/Anfang August bis Oktober/Ende November hin. Zuerst wird meist das Brust- und Unterseitengefieder sowie gleichzeitig die Unterschwanz- und Bürzelfedern gewechselt. Danach folgt das Wechseln der Rücken-, Hand- und Armschwingendeckfedern. Schließlich folgt das Kopfgefieder mit Kinn-, Kehlfleck- und Halspartien. Die bei Jungvögeln graugrüne Iris verfärbt sich im sechsten Monat rehbraun.
Die Ruhemauser der Altvögel, eine Teilmauser, findet von Januar bis Ende März, meistens im Februar statt. Die Brutmauser, eine Vollmauser, setzt je nach Konstitution und Alter des Vogels bereits im Juni ein und zieht sich bis Ende Oktober/Anfang November hin. Hier werden Schwung- und Steuerfedern gewechselt.

### Schnabel

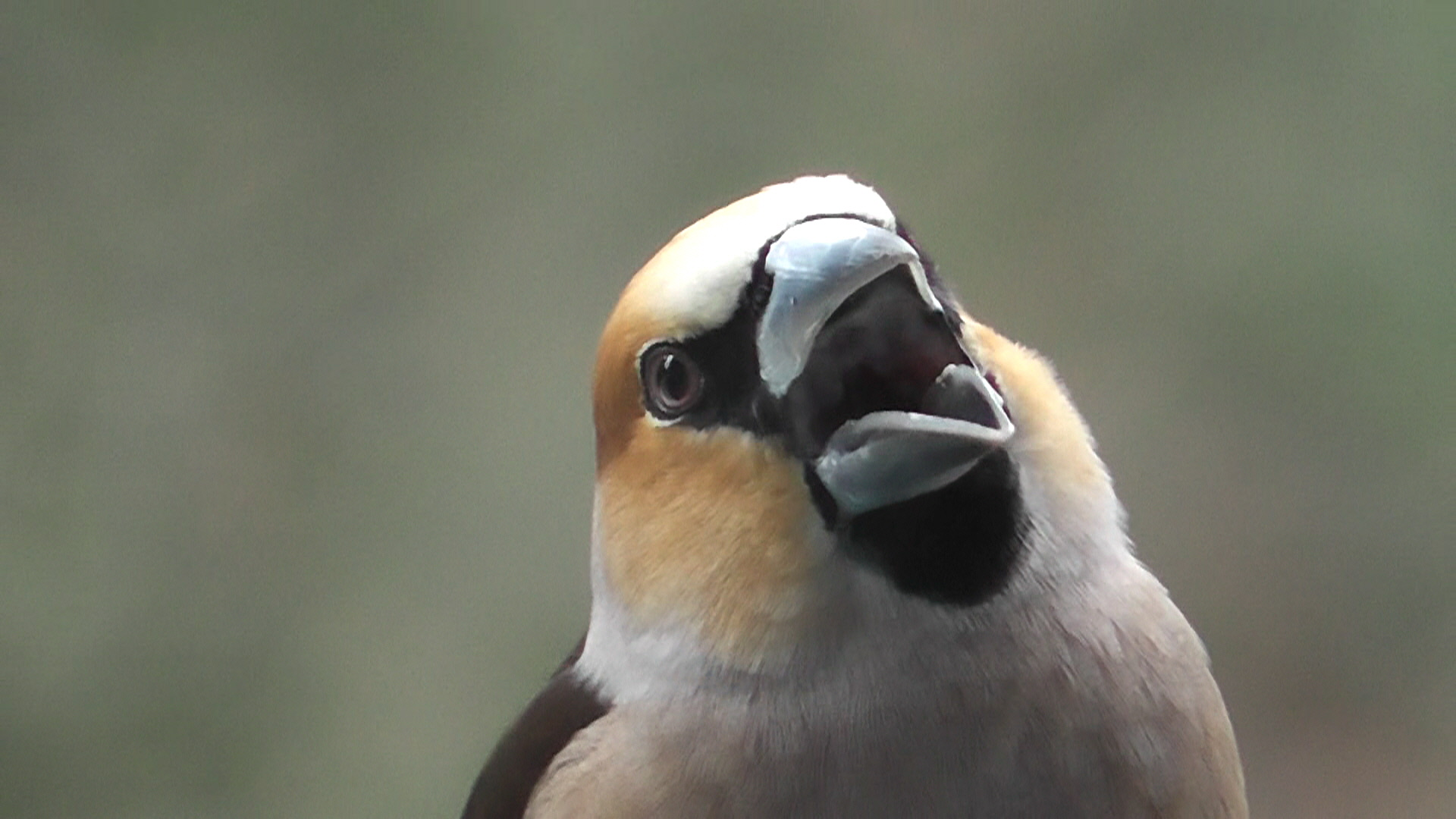
Männchen mit offenem Schnabel

Der Kegelschnabel ist im Sommer blaugrau bis dunkelgrau-bläulich, im Winter von dunkelgrau über hornfarben bis rötlichgelb mit dunkler Spitze. Der Schnabel des Weibchens ist matter. Der Kehlfleck und die schwarze Umrandung des Schnabels sind meistens kleiner und undeutlicher als beim Männchen.
Nestlinge weisen rosafarbene Rachen und Zungen auf, die zwischen weißlichen Knotenballen liegen. Die gelben Schnabelwülste sind rot und lila eingefasst. Die Umfärbung des Schnabels vom dunklen Gelb ins dunkle Blaugrau erfolgt bei Jungvögeln meist von Mitte Dezember bis Ende Februar. Der Schnabel ist bei Jungvögeln im ersten Herbst noch nicht ganz ausgewachsen und ausgehärtet. Da sie zu dieser Zeit erhebliche Schwierigkeiten haben, harte Steinobstkerne aufzuspalten, weichen sie auf weichere Sämereien aus. In seltenen Fällen behält der Schnabel des Weibchens ein Leben lang die gelbe Färbung. Der dunkle blaue Schnabel verfärbt sich erneut bei der Herbstmauser, in der er die Färbung der adulten Vögel annimmt.

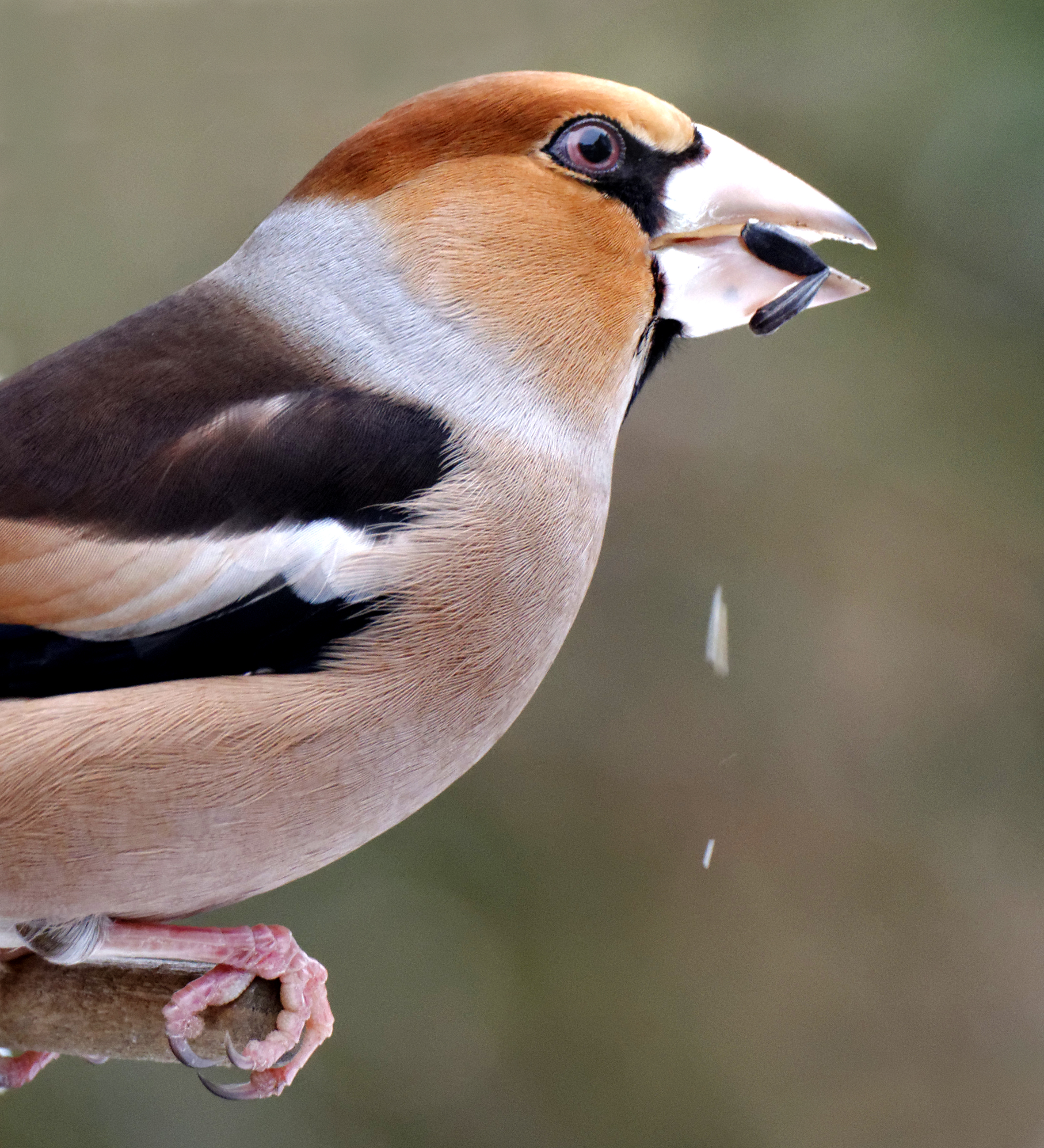
Kernbeißer beim Knacken eines Sonnenblumenkerns

Die Spitzenhälfte des Oberschnabels ist ein unter den Finken einmaliges Schneidewerkzeug. In der Mitte im Inneren befinden sich drei parallel gelegene Schneiden, an den zwei Außenkanten befinden sich zwei weitere Schneidekanten. Das Gegenstück des Unterschnabels ist entsprechend ausgehöhlt, um die Führung für ein Korn oder ähnliches zu gewährleisten. In der hinteren Schnabelhälfte arbeiten zwei Knoten im Unterschnabel gegen einen geriffelten und verstärkten Oberschnabel.
In Verbindung mit starker Muskulatur können die zweimal fünf Schneiden einen erheblichen Druck auf kleine Gegenstände ausüben. Dabei werden Kirschkerne mit der Naht nach unten gepackt, da hier der niedrigste Spaltdruck benötigt wird. Die in diesem Fall aufgewendete Kraft beträgt 270 bis 430 N. Flache Kerne, wie die der Olive oder von Zwetschgen, werden flach im Schnabel gehalten. Hier liegt die Kraft bei etwa 480 bis 730 N.

## Stimme und Gesang
Kernbeißer äußern als Stimmfühlungsruf ein hartes zicks, oft auch während des Fluges. Ein sehr hohes und schrilles zrieh dient als Angstruf, während als Erregungs- und Warnruf ein zick, zicke, zick als Doppelruf oder in schneller Folge vortragen wird. Der Kontakt- und Lockruf äußert sich auch bei Einzelgängern in regelmäßigen Abständen in einem zieck. Paare im Flug stehen mit einem weichen zieht in Verbindung. Aggressionen zeigen die Vögel durch ein Schnabelknappen (Instrumentallaut). Zur Beschwichtigung gegenüber Artgenossen rufen sie leise büb, büb.
In der Brutzeit lässt das Weibchen Bettellaute wie ziek, zieht oder ziet hören, wenn es vom Männchen gefüttert werden möchte. Bei der Nistplatzsuche und beim Nestbau verständigt sich das Paar mit zrieck oder zrie. Der Bettelruf der Jungvögel ist vom ersten Tag an ein ganz leises zieht. Die späteren Lock- und Bettelrufe äußern sich auch durch zrie-, zirk- oder ziet-Laute. Flügge Junge lassen als Standortruf regelmäßig ein tziip hören. Der Zugruf ist ein lautes langgezogenes zieht.
Der Gesang des Kernbeißers, auch als Schwätzen bezeichnet, wird ruhig sitzend mit hängenden Flügeln auf einer Baumspitze vorgetragen. Er stellt meist eine unregelmäßige und sich dauernd verändernde Zusammenreihung seiner Ruflaute dar. Der Gesang wird häufig durch scharfe zick-zicks-zick eingeleitet und durch sehr melodisch wehmütige zie-öh fortgeführt. Darauf folgt meist ein besonders hoher i-Ton bei ziich-zi-ziet zick-Lauten. Abgeschlossen wird der Gesang häufig durch ein leise genuscheltes zip-zschip. Die Zusammensetzung der Rufreihen ist sehr veränderlich und wird manchmal mit großen Pausen zwischen den einzelnen Lauten vorgetragen. Als einer der einfachsten Singvogelgesänge ist er am ehesten mit dem des Grauschnäppers zu vergleichen. Der Gesang dient der Festigung des Paarzusammenhalts und hat keine revierbestimmende und -markierende Bedeutung, da Erregungs- und Warnruf, Schnabelsperren, Schnabelknappen sowie Hacken und Beißen diese Funktion erfüllen. Er wird kurze Zeit nach der Mauser im Herbst und dann wieder ab Januar/Februar vorgetragen.

## Verbreitung

Verbreitungsgebiet des Kernbeißers
Brutgebiete
Ganzjähriges Vorkommen
Überwinterungsgebiete

Der Kernbeißer ist in Europa, Nordafrika und ostwärts bis Ostasien und Japan verbreitet. Er besiedelt Nordafrika von Tunesien bis Marokko und ist in Süd- und Mitteleuropa einschließlich England und Südskandinavien beheimatet, fehlt jedoch auf Island, Irland, in weiten Teilen Fennoskandinaviens, auf einigen Mittelmeerinseln und teilweise in Süditalien. Der Kernbeißer ist auch in Kleinasien, im Kaukasusgebiet und in Nordiran, Nordafghanistan und Turkestan zu finden. Weiterhin lebt er in Osteuropa und Südsibirien bis zum Ussuriland, zur Mandschurei und Nordkorea. Er besiedelt im Osten Sachalin, Südkamtschatka und im nördlichen Japan Hokkaidō sowie vereinzelt südwärts das Gebiet bis Mittelhonshū.
Während der Kernbeißer in Mitteleuropa ein Standvogel ist, stellen die nördlichen und östlichen europäischen Populationen Teilzieher dar, die sowohl südwärts entweder nach Mitteleuropa oder ins Mittelmeergebiet ziehen als auch in Westeuropa überwintern. Der Kernbeißer ist auch vielfach ein Strichvogel, der weite, teils nahrungsbedingte Wanderungen, die vom Herbst bis ins Frühjahr andauern, durchführt. Der Wegzug setzt allmählich ab Juli ein und verstärkt sich im September. Der Kernbeißer zieht sowohl am Tag als auch in der Dämmerung. Während der Wegzug im Schwarm unternommen wird, findet der Heimzug in kleinen Gruppen und vereinzelt von Mitte Februar bis April statt.
Nach Angaben der American Ornithologist Union (AOU) trägt dieser Vogel in Nordamerika den Status gelegentlich (Casual/C), da er einige Male in Alaska gesichtet wurde.

## Lebensraum
Das klassische Habitat stellen insbesondere während der Brutzeit lichte Laub- oder Mischwälder mit Unterwuchs dar. In Europa ist der Kernbeißer ein typischer Vertreter der Eichen- und Hainbuchenwälder. Er ist auch in alten Laubwäldern mit Buchen, Eschen und Ulmen sowie lichten Auwäldern zu finden. Häufig lebt der Kernbeißer in Gebieten in Gewässernähe. Die Siedlungsdichte in monotonen Wäldern, insbesondere in monotonen Nadelwäldern, ist sehr gering. In den meisten europäischen Gebieten liegt die Siedlungsdichte weit unter einem Revier pro Quadratkilometer.
Voraussetzungen für Brutvorkommen sind die Verfügbarkeit von Sämereien und Raupen sowie geeignete Nistplätze. Optimal sind Dörfer mit Landwirtschaft, Vorstadtbezirke mit Gärten, wenig bebaute, mit Alleen und Baumgruppen durchsetzte Städte mit Parkanlagen, Friedhöfe mit altem Baumbestand sowie Streuobstwiesen und weitläufige Obstanlagen. Seit 1970 wird anhand von Winterfütterungen eine zunehmende Tendenz zur Verstädterung festgestellt.
Der Kernbeißer besiedelt das Flachland und mittelhohe Lagen von 300 bis 700 m, das höchste Brutvorkommen ist aber bis in 1000 m Höhe zu finden. In der Schweiz brütet er sporadisch bis zur oberen Grenze der Laubholzstufe in etwa 1300 m. Auf dem Zug über die Alpen ist er teilweise über die Baumgrenze bei 2400 m im Aletschgebiet zu finden. Entlang des Talgrunds dringt er häufig in die größeren Alpentäler vor. Zudem besiedelt er die Höhen des Randen und den nördlichen Jura.

## Nahrung und Nahrungserwerb
Der Kernbeißer ernährt sich hauptsächlich von Samen von Laubbäumen und Früchten. In Mitteleuropa stellen die Samen von Hainbuche, Feldahorn und Rotbuche neben Kirschen, Zwetschgen und Pflaumen das bevorzugte Nahrungsangebot dar. Im Frühjahr wird die Nahrung durch Knospen ergänzt. Im Spätsommer werden gerne Laubwälder mit einem hohen Bestand an Bucheckern aufgesucht und Früchte von Ahornbäumen und -sträuchern verzehrt. Es werden jedoch auch Schlehen, Mehlbeeren, Hagebutten, Traubenkirschen, Samen von Eschen, Ulmen und Erlen verzehrt, aber auch die Beeren der Stechpalme, Taxussamen, Haselnüsse, Walnüsse und Erbsen.
In der Brutzeit wird animalische Kost im Zusammenhang mit der Aufzucht der Jungvögel verwendet. Die Jungen werden in den ersten Tagen fast ausschließlich mit Raupen und anderen zerkleinerten Insekten gefüttert. Das Nahrungsspektrum umfasst später neben vollständigen Insekten und deren Larven auch Spinnen und Regenwürmer.
Bei der Nahrungsaufnahme wird nie der Fuß zu Hilfe genommen. Im Winter wird vor allem das Laub umgedreht, um Samen vom Boden aufzunehmen. Der Kernbeißer erntet die Nahrung von einzelnen Bäumen vollständig ab, ehe zum nächsten gewechselt wird. Dabei beginnt er in der Regel im Bereich der Baumkronen. Bei Störungen trägt der Vogel den ganzen Fruchtstand fort. Hat er Bäume oder Baumgruppen abgeerntet, knackt er zum Schluss die auf den Boden gefallenen Kerne, um ans Innere zu kommen. Dieses Verhalten ist insbesondere an Steinobstbäumen zu beobachten. Die optimale Kerngröße liegt bei 4 bis 5 mm. Für die Insektenjagd sitzt der Kernbeißer auf einem Ast bis zu sechs Metern über dem Boden. Entdeckt er ein Insekt, fängt er die Beute und setzt sich wieder auf einen Ast, auf dem er die Beute verzehrt. Teilweise fängt er Insekten auch im Jagdflug. Er wartet auch, bis ein Specht eine Spechtschmiede verlässt, um eine darin befindliche Walnuss dann zu verzehren. Möglicherweise bereits wartende Sperlinge haben aufgrund seines Größenvorteiles das Nachsehen.

## Brutbiologie
Der Kernbeißer wird in der dem Schlüpfen folgenden Brutperiode geschlechtsreif und führt eine monogame Brutehe. Paare bleiben in der Regel wahrscheinlich mehrere Jahre zusammen. Die Brutzeit mitteleuropäischer Vögel erstreckt sich von Anfang April bis Ende Juni. In Nordeuropa erstreckt sie sich von Mai bis Juli. Die Dauer und Lage der Brutzeit ist von Jahr zu Jahr verschieden und hängt vom Witterungsablauf und vom Nahrungsspektrum ab. Der Kernbeißer brütet einmal im Jahr. Nach Verlust der Jungvögel des ersten Brutversuchs wurden bis zu zwei Ersatzgelege nachgewiesen. Die Gesamtbrutdauer beträgt etwa 49 Tage; der Eiablagezeitraum erstreckt sich ungefähr über 37 Tage.

### Balz und Paarbildung
Die Balz beginnt mit der Besetzung des Brutplatzes durch die Männchen, in Mitteleuropa teilweise schon ab Mitte Februar und vor allem im März. Dabei findet die Paarbildung sowohl durch die Gesangs- oder Imponierbalz als auch durch die Demuts- oder Bettelstellbalz statt. Im erstgenannten Fall sträubt das singende Männchen sein Kopfgefieder, spreizt den Schwanz und pendelt den Körper dem Weibchen zugewandt mit hängenden Flügeln hin und her. Indem sich das Weibchen schlank macht und in Richtung des Männchens pendelt, zeigt es seine Zustimmung. Diese Balz führt nicht immer zur Kopulation. Im zweiten Fall fliegt das Männchen mit schnell vibrierenden Flügeln und gestelztem Schwanz von Ast zu Ast. Wenn es sich dem Weibchen in Demutshaltung nähert, wird es von ihm begleitet. Beiden Balztypen oder auch Kombinationen beider kann die Kopulation folgen. Sie können durch Schnäbeln mit und ohne Futterübergabe unterbrochen werden. Zudem lässt sich das Weibchen häufig mit hängenden und zitternden Flügeln vom Männchen füttern (Zärtlichkeitsfüttern).

### Revier und Nistplatzwahl

Kernbeißer auf einem Ast. Flach auslaufende Seitenäste werden von der Art beim Nestbau bevorzugt.

In Mitteleuropa findet die Revierbesetzung von März bis Anfang April statt. Das Männchen sucht das Revier aus, das zugleich Brut- und Nahrungsraum sein kann. Gegenüber Artgenossen verteidigt das Paar nur einen kleinen Nestbezirk, während andere Vögel ohne Ausnahme von beiden Partnern vertrieben werden. Die Größe des Reviers unterliegt großen Schwankungen von 0,5 ha bis 5 ha pro Paar. Da einem Brutpaar häufig andere nachziehen, brüten meist Gruppen von drei bis sechs Paaren, jedoch höchstens 20 Paaren zusammen. Es gibt dennoch Fälle von strengen Einzelbruten.
Die Nistplatzwahl wird durch beide Partner entschieden. Die Nester werden in der Regel am Stamm in Astquirlen und Astgabeln, in Baumkronen und auf fast waagerechten Seitenästen von Bäumen und in Sträuchern gebaut. Im Allgemeinen werden hohe Obstbäume, Pappeln und Birken gerne genutzt. Das Nest befindet sich grundsätzlich an der sonnenbeschienenen Seite der Bäume. Es wird meist nahe am Stamm gebaut. Die Höhe des Nestes ist zunächst von einer freien Anflugmöglichkeit und danach von einer geeigneten Struktur für die Anlage desselben abhängig. Normalerweise liegt das Nest in einer Höhe von zwei bis acht Metern, selten sind Nesthöhen von 1 bis 22 Metern. Laubbäume und Sträucher werden Nadelbäumen im Allgemeinen vorgezogen. Diese Wahl variiert jedoch nach Menge und Höhe der Bepflanzung sowie Struktur des Platzes.
Ist das Männchen an einem Platz interessiert, drückt es sich in eine Astgabel und lockt das Weibchen herbei. Dieses zeigt sein Einverständnis mit dem Vorschlag, indem es sich an dieselbe Stelle setzt. Daraufhin fliegt das Männchen auf und holt ein Stöckchen, das es schließlich dem Weibchen zum Nestbau übergibt. Schlägt hingegen das Weibchen eine Stelle vor, beschränkt sich das Männchen bei Zustimmung darauf, das Ästchen zu besorgen, ohne den Platz auf der Astgabel einzunehmen.

### Nestbau
Das Paar baut das Nest zwar gemeinsam, dennoch trägt das Weibchen 65 Prozent zum Bau der wesentlichen Struktur (Unterbau, Zwischenlage) bei. Das Material wird aus 5 bis 60 m Entfernung um den Standort gesammelt. Bei guter Witterung ist das Nest in fünf bis zehn Tagen fertiggestellt.
Das napfförmige Nest des Kernbeißers besteht aus dem Unterbau, der Zwischenlage und der Auspolsterung. Für den Unterbau werden durchschnittlich 65 bis 90 selbst abgebrochene kleine Äste unregelmäßig übereinander gelegt. Die Maße gehen von 15 bis 18 cm in der Breite und 20 bis 26 cm in der Länge. Die dünne Zwischenlage wird aus Wurzeln und groben Halmen gefertigt. Die etwa ein Zentimeter dicke Auspolsterung wird vor allem aus dünnen Wurzeln und feinsten Halmen gefertigt. Der in der Literatur erwähnte Einbau von Federn und Moos wird durch Beobachtungen an Volierenvögeln nicht bestätigt. Da andere Materialien für die Auspolsterung bevorzugt werden, erscheint die Verwendung von Federn und Moos eher unwahrscheinlich. Stattdessen werden nachweislich trockene Blätter, grüne Kiefernnadeln, Rehhaare und Schweineborsten verarbeitet. Die meist ovalen Nestmulden sind 7 bis 7,7 cm breit, 8 bis 9 cm lang und je nach Bauart von 3 bis 4 cm tief. Der eigentliche Außendurchmesser des Halmnestes ohne Unterbau beträgt 9,5 bis 10 cm Breite und 10 bis 11 cm Länge. Die Höhe des Gesamtnestes kann 7,5 bis 12,5 cm betragen. Während der Nestbauzeit geht das Paar gemeinsam auf Nahrungssuche.

### Eiablage und Brutpflege

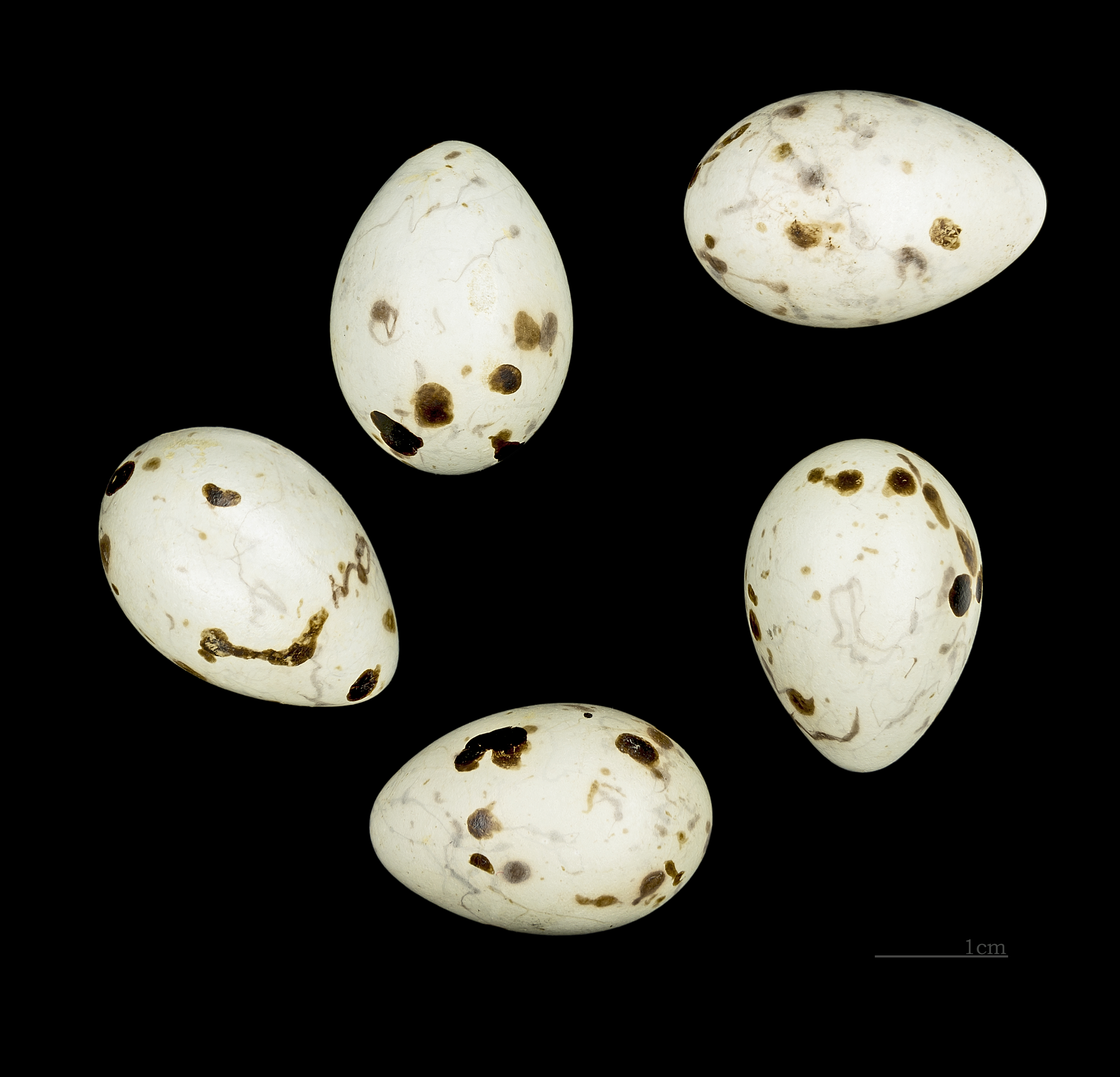
Coccothraustes coccothraustes

Die Eiablage beginnt normalerweise, sobald der Nestbau beendet ist. Da sie bei kühler Witterung im Regelfall nach hinten verschoben wird, findet sie oft spätestens ein bis zwei Tage danach statt. Die Eier werden etwa fünf Tage lang in den frühen Morgenstunden bis etwa sieben Uhr gelegt. Die Eier sind oval bis langoval. Die Grundfarbe ist hellbläulichgrau bis hellgrünlichgrau, seltener bräunlichgrau. Sie sind meist relativ gleichmäßig mit einigen kräftigen schwarzbraunen Punkten und Schnörkeln sowie helleren Kritzeln gezeichnet, die sich teilweise zum stumpfen Pol hin verdichten. Die Eier der Nominatform sind durchschnittlich 24,3 mm lang und 17,83 mm breit. Das Frischgewicht beträgt 3,89 g, das Schalengewicht 0,226 g.
Im Mai finden die meisten Gelege statt. Die Gelegegröße des Kernbeißers ist in Mitteleuropa relativ konstant und besteht meistens aus fünf Eiern. Sie steigt im Verbreitungsgebiet, je nach der Länge der Tageshelligkeit, von Süden nach Norden. Das Weibchen beginnt die 12 bis 14 Tage dauernde Bebrütung meist nach Ablage des dritten Eies. Während dieser Zeit wird es vom Männchen gefüttert. Dabei lockt es das Weibchen meist vom Nest, so dass es unter Flügelvibrieren nach Futter bettelt, um kurz nach dem Füttern zum Nest zurückzukehren. Füttert das Männchen schlecht, so muss das Weibchen selbst auf Futtersuche gehen. Das Weibchen brütet sehr fest und ausdauernd. Bei Änderung der Sitzposition werden die Eier regelmäßig gewendet. In manchen Fällen brütet mittags das Männchen, um dem Weibchen die Suche nach Futter oder nach einer Badegelegenheit zu ermöglichen.
Fühlt das Weibchen sich direkt bedroht, nimmt es mit geöffnetem Schnabel eine Abwehrhaltung ein und versucht zu beißen. Während der Bebrütung dösen Weibchen oft mit halbgeschlossenen Augen vor sich hin oder gehen der Gefiederpflege nach. Es verlässt seinen Sitz erst, wenn der Nesträuber sich ihm auf seine angeborene Fluchtdistanz nähert.

### Entwicklung der Jungvögel

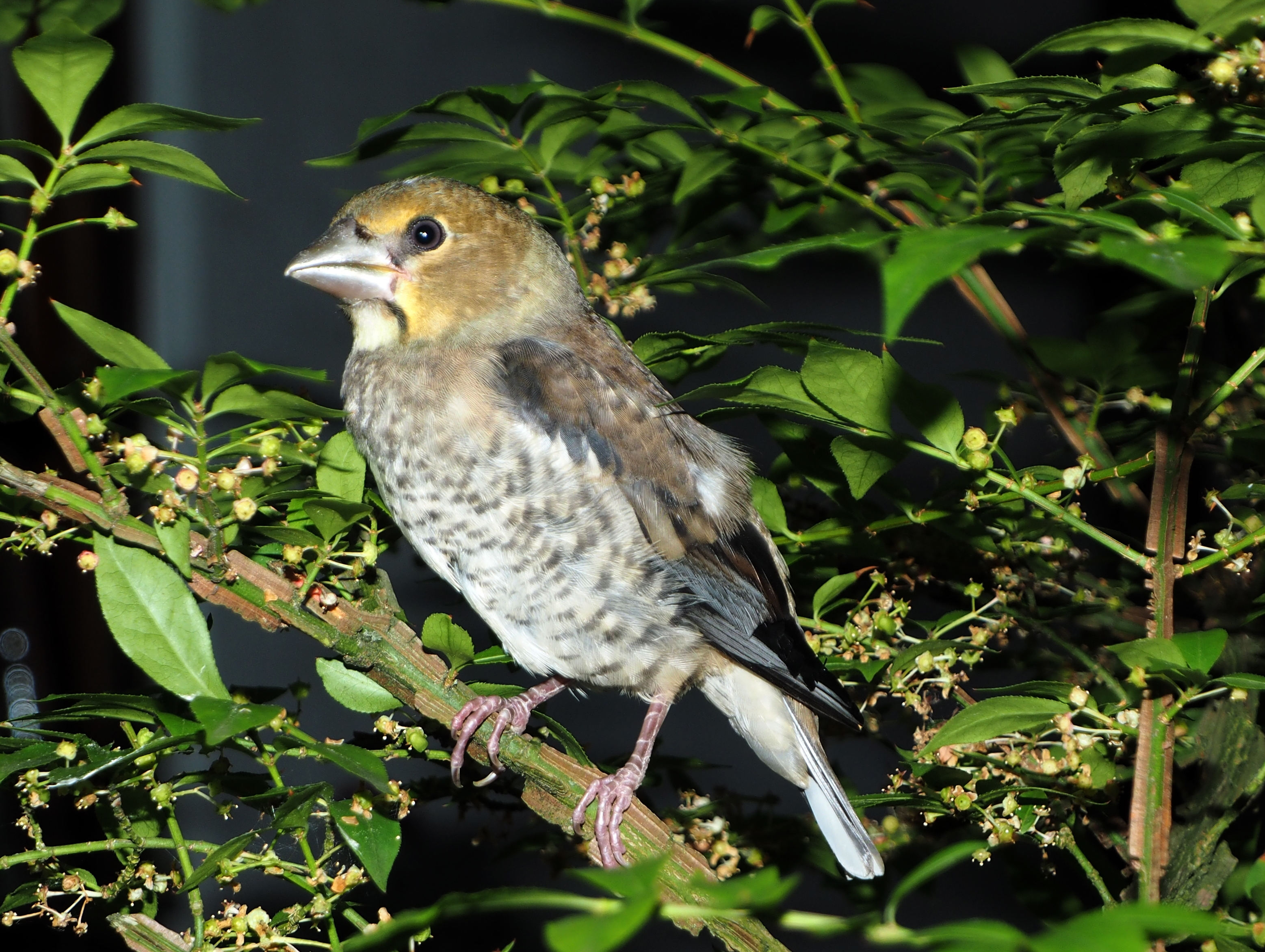
Jungvogel

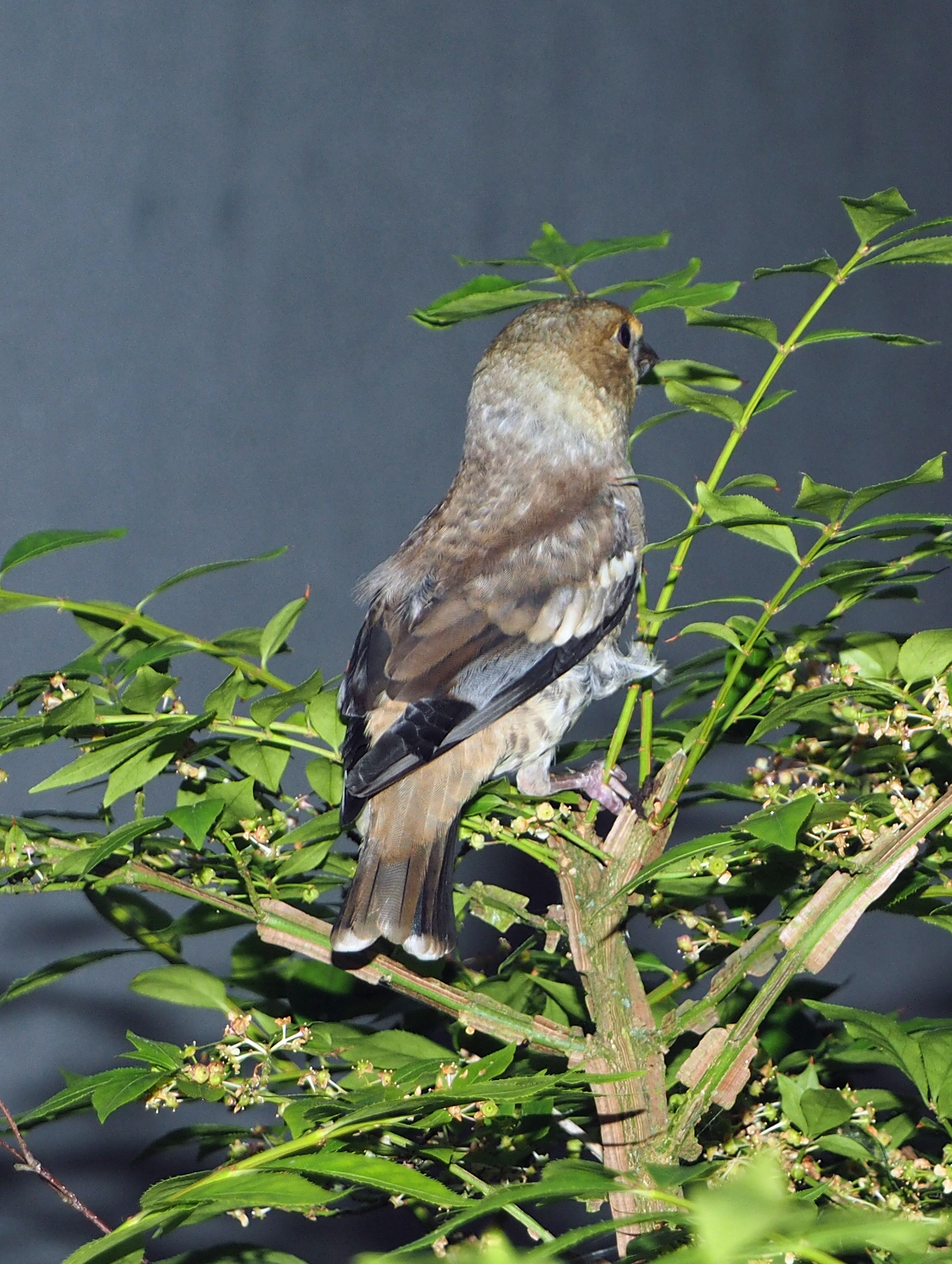
Jungvogel

Die Jungen schlüpfen asynchron; in der Regel zuerst drei, dann die restlichen ein oder zwei. Witterungseinflüsse können den Zeitpunkt des Schlüpfens beeinflussen. Das Weibchen frisst die Eischalenreste und hudert die Jungen in Abständen über Tag und in der Nacht bis zum Ausfliegen. In den ersten Tagen wird der Kot von den Altvögeln gefressen, später tragen sie ihn fort. In dieser Zeit hudert das Weibchen intensiv, so dass das Männchen den Hauptteil der Fütterung übernimmt. Anfangs gibt es die Nahrung oft an das Weibchen weiter, das die Jungen aus dem Kropf füttert. Während des Sperrens schwenken die Nestlinge den Kopf seitlich. Später beteiligen sich beide Altvögel an der Fütterung. Dabei sucht das Männchen im Umkreis von zwei bis drei Kilometern Entfernung vom Nest nach Nahrung, das Weibchen bleibt jedoch in der unmittelbaren Umgebung desselben.
Am Schlupftag haben die nackten und blinden Jungvögel ein Gewicht von etwa 5 g und rufen ganz leise zieht. Am dritten Tag ändert sich die Rachenzeichnung. Am vierten Tag öffnen die Augen schlitzförmig; am fünften Tag sind sie ganz geöffnet. Die Sitzordnung der Jungen ist bis zum fünften Tag der Brust-an-Brust-Sitz. Diesem folgt der Ringsitz, bei dem der Körper am Nestrand entlang und der Kopf auf dem Hinterteil des Vorderjungen liegt. Am siebten Tag erfolgt wiederum eine Änderung der Rachenfärbung. Die Jungen geben nun variable Lock- und Bettelrufe von sich. In den letzten Tagen wird dachziegelartiges Sitzen mit dem Ringsitz kombiniert. Mit 10 bis 11 Tagen können die Jungen bei Gefahr das Nest verlassen. Sie begeben sich im Alter von 12 bis 14 Tagen auf die Äste in Nestnähe (Ästlingsstadium). Zu diesem Zeitpunkt wiegen sie etwa 34 g. Die Jungvögel sind mit 16 bis 19 Tagen voll flugfähig und werden zwischen den Altvögeln aufgeteilt, um nach Nahrung suchend umherzuziehen. Die letzte Änderung der Rachenfärbung erfolgt am 26. Tag. Nach 30 bis 31 Tagen sind die Jungvögel selbstständig. Gefahr droht ihnen von Habicht, Sperber und Wanderfalke, aber auch von Katzen und Mardern.
Der Kernbeißer hat hohe Brutverluste, die meistens durch die offene Nestlage bedingt sind. Die häufigsten Nesträuber stellen Eichelhäher, Eichhörnchen und Marder dar. Gebietsweise stellt der Neuntöter eine Bedrohung dar. Zudem bleiben viele Paare jährlich ohne Jungvögel, obwohl sie ein Nachgelege anlegen. Untersuchungen zeigen, dass selbst unter Berücksichtigung des Nachgeleges nur jedes vierte Brutpaar Erfolg bezüglich der Zahl der Gelege hat. Nach der Eizahl ergäbe sich ein noch niedrigerer Bruterfolg. Das asynchrone Schlüpfen der Jungen führt zur Verdrängung der jüngsten Nestlinge durch die zuerst geschlüpften Jungen, so dass diese nicht gefüttert werden und eingehen. Dadurch verlassen in der Regel nur ein bis drei, ganz selten vier Junge das Nest. Das entspricht einen Bruterfolg von 13 bis 16 Prozent, in England sind es 10 bis 15 Prozent.
Freilebende Vögel werden maximal zwölf Jahre alt (Ringfund). In Gefangenschaft können sie ein Alter von 15 bis 20 Jahren erreichen.

## Verhalten

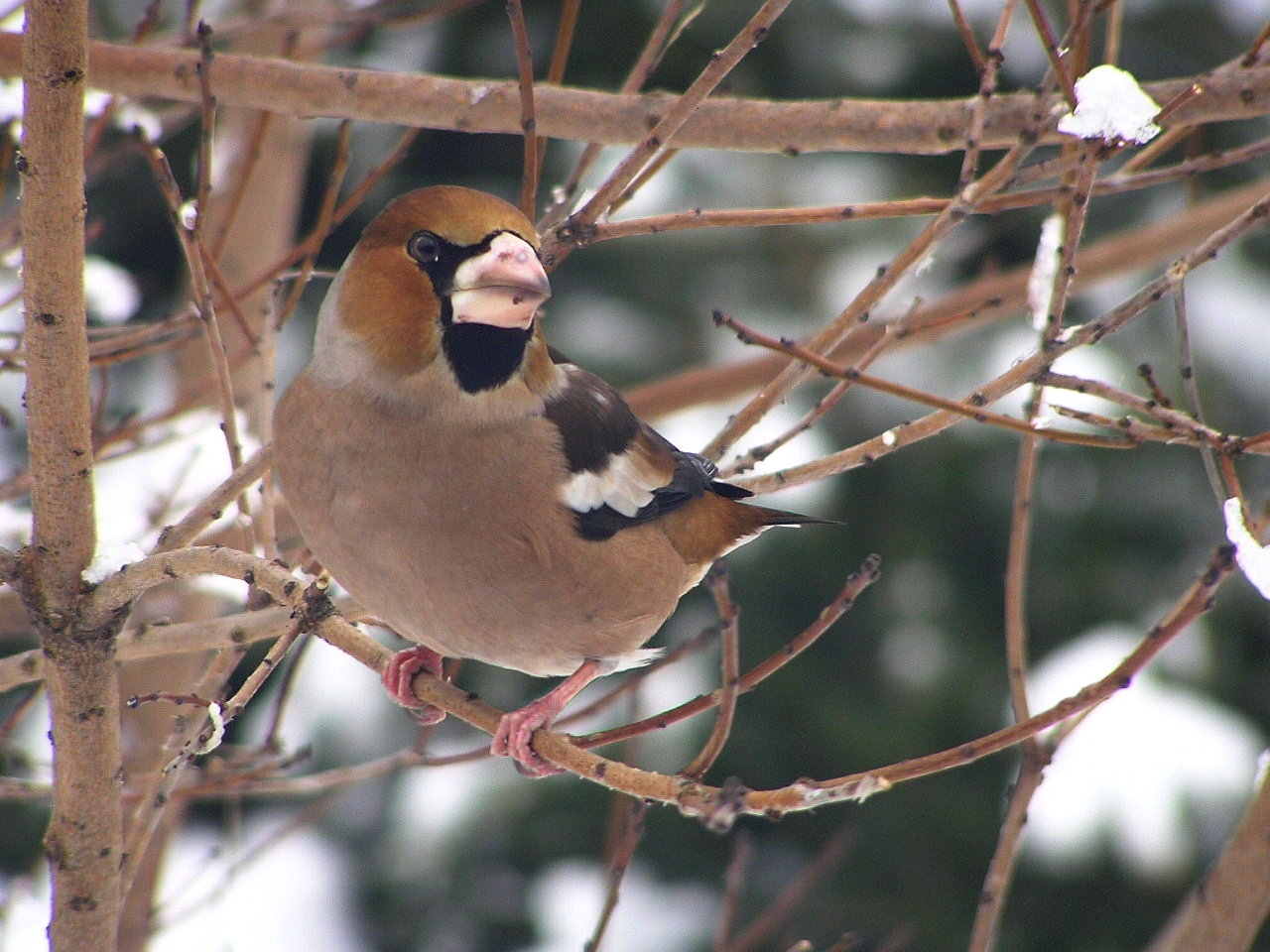
Männchen im Geäst eines Baumes zur Winterzeit

Der Kernbeißer verlässt den Schlafast zu Beginn der Morgendämmerung, nach Sonnenuntergang sucht er ihn wieder auf. Die Aktivitätsphase wird häufig durch Ruhe- und Putzphasen unterbrochen, in denen der Kernbeißer oft ausgiebig badet. Gemeinsame Schlafplätze im obersten Geäst hoher Koniferen oder in immergrünen Pflanzen sind die Regel.
Die Nahrungsaufnahme erfolgt fast immer gesellig, jedoch nur bedingt während der Aufzucht der Jungen. Während der Brutzeit lebt der Kernbeißer unauffällig in kleinen Revieren und ergreift bei der geringsten Störung die Flucht. Ein lockeres, kolonieartiges Brüten findet oft, jedoch besonders in nordischen Ländern statt. Der Paarzusammenhalt bleibt im Winter bestehen. In dieser Zeit finden oft Scheinangriffe auf Artgenossen und andere Vögel statt, um sich den Energieverlust durch Kämpfe zu sparen. Nach der Brutzeit, teilweise schon ab Juni, ziehen die Familien zu tragenden Steinobstbäumen, insbesondere zu Kirschbäumen. Während sich im Herbst zunehmend größere Familiengruppen gemeinsam auf Nahrungssuche begeben, um im Winter auch an Futterstellen oder in Siedlungsnähe nach einer ergiebigen Nahrungsquelle zu suchen, beginnen sich diese Zusammenschlüsse gegen Ende des Winters langsam zu verkleinern. Auf der Nahrungssuche verweilt der Kernbeißer einige Zeit auf einem Baum, bis er rasch zum Fliegen abhebt, wobei er aufgrund seiner aerodynamischen Unförmigkeit und relativen Schwere in einem nach unten weisenden Bogen zum nächsten Baum fliegt.
Im Frühjahr verändern die Männchen ihr Verhalten dahingehend, dass sie die Weibchen verfolgen und jagen. Es kann jedoch auch vorkommen, dass ein Männchen ein anderes hetzt. Abweisungs- und Drohverhalten zeigt sich durch ein Schnabelsperren mit langem Hals und erhobenen Kopf mit je nach Intensität gespreizten Flügeln. Will ein Vogel angreifen, knappt er hörbar mit dem Schnabel. Dann wird unter Hacken und Beißen gekämpft. Dabei wird oft in höchster Erregung der Schwanz gefächert. Als Vorstufe zur Angriffs- oder Fluchtstimmung kann auch das Kopfgefieder gesträubt werden. Bei Erregung und Erschrecken fliegt der Vogel nach oben hin fort.

## Systematik

### Externe Systematik
Der Kernbeißer steht in der Gattung Coccothraustes, die vermutlich monotypisch ist. Es werden allerdings bisweilen auch die beiden neuweltlichen Arten Abeillekernbeißer und Abendkernbeißer in diese Gattung gestellt, anderen Autoren nach aber in eine eigene Gattung Hesperiphona abgegliedert. Die Phylogenetik dieser drei Arten ist bislang nicht genau untersucht und eine direkte Verwandtschaft der beiden amerikanischen Arten mit dem eurasischen Kernbeißer nicht nachgewiesen. Anatomische Untersuchungen von 1925 legen eine nahe Verwandtschaft von Hesperiphona mit dem asiatischen Wacholderkernbeißer nahe.
Untersuchungen der mitochondrialen DNA ergaben 2001, dass der Kernbeißer nicht wie bisher angenommen mit den asiatischen Gattungen Mycerobas und Eophona eng verwandt ist, sondern innerhalb der Stieglitzartigen (Carduelinae) eine Sonderstellung einnimmt. Eine weitere Untersuchung von 2007 revidierte jedoch diese Ansicht, nachdem eine Probe mit einer längeren DNA-Sequenz untersucht werden konnte. In dieser Untersuchung wurde nachgewiesen, dass eine deutliche Verwandtschaft insbesondere zu den untersuchten Eophona-Arten Maskenkernbeißer und Weißhand-Kernbeißer besteht.

### Interne Systematik
Verschiedene Quellen erkennen sechs Unterarten an:
- Coccothraustes c. coccothraustes ist die Nominatform. Diese ist in ganz Europa nördlich bis zum 60. Breitengrad und südlich bis in die Länder des nördlichen Mittelmeeres verbreitet.
- Coccothraustes c. buvryi ist im Vergleich zur Nominatform blasser gefärbt. Der Oberkopf ist eher graubraun, Bürzel und Oberschwanzdecken sind heller und nahezu im reinen Grau gehalten. Die Innenfahnen der Steuerfedern sind weniger weiß gefärbt. Das Verbreitungsgebiet umfasst Tunesien, Algerien und Nordmarokko in Nordafrika.
- Coccothraustes c. nigricans ist dunkler, aber weniger braun als die Nominatform. Diese Unterart besiedelt die europäischen und südöstlichen Gebiete der ehemaligen UdSSR von der Krim bis zum Kaukasus.
- Coccothraustes c. humii ist insgesamt sehr schwach gefärbt, besonders der Bürzel. Die Unterseite und die Körperseiten sind eher rostfarben, nicht weinrötlich, und lichter als bei der Nominatform. Das Weibchen ist besonders an Kopf und Bürzel grau und insgesamt sehr blassgräulich. Die Unterart besiedelt in voneinander wahrscheinlich isolierten Populationen Nordindien, Afghanistan und Pakistan.
- Coccothraustes c. japonicus hat eine etwas hellere Oberseite als die Nominatform. Das Verbreitungsgebiet umfasst Japan, Korea, Nordchina, Ostsibirien und dehnt sich bis zu einer noch nicht genau bekannten Grenze nach Westen aus.
- Coccothraustes coccothraustes schulpini wurde 1975 von Wolters[23] nicht anerkannt, da die Existenz der Unterart als solche noch unsicher war. Inzwischen ist sie jedoch beschrieben und international anerkannt.[24]

## Bestand und Bestandsentwicklung
Das weltweite Verbreitungsgebiet des Kernbeißers wird auf 12.700.000 km² geschätzt. Der weltweite Bestand ist relativ groß und umfasst etwa 15.000.000 bis 50.000.000 Individuen. Daher wird die Art als nicht gefährdet (LC) eingestuft. Der Bestand ist vom Nahrungsangebot abhängig und daher stark schwankend. Harte Winter können regional zu Bestandseinbrüchen führen.
Die Bestandsgröße der europäische Brutpopulation macht etwas weniger als die Hälfte der weltweiten Verbreitung aus. Sie ist mit mehr als 2.400.000 Paaren sehr groß und war zwischen 1970 und 1990 stabil. Obwohl es zwischen 1990 und 2000 Rückgänge in manchen Ländern gab, waren die Trends im Großteil Europas stabil oder zunehmend. Da die Population im Ganzen stabil ist, wird der Kernbeißer konsequenterweise als sicher (Secure) eingestuft.
In Deutschland sind Wildfänge nach § 44 Abs. 1 BNatSchG illegal. Doch auf Malta darf der Kernbeißer nach dem EG-Übereinkommen über die Erhaltung der europäischen wild lebenden Pflanzen und Tiere und ihrer natürlichen Lebensräume vom 19. September 1979, dem Malta 1994 beigetreten ist, vom 1. September bis zum 31. Januar legal gefangen werden. Tatsächlich wird diese Erlaubnis jedoch lediglich auf die Zeit vom 1. Oktober bis 10. April nach maltesischem Recht angewendet. Die Kernbeißer werden durch Vogeljagd und Fallenstellen lebend gefangen, um später in kleinen Käfigen privat gehalten oder auf dem Vogelmarkt in Valletta verkauft zu werden.

## Kernbeißer und Mensch

### Etymologie und Benennung
Die Namen des Kernbeißers weisen fast alle auf die charakteristischen Eigenschaften dieses Vogels hin, also den großen Kegelschnabel und die Fähigkeit, Obstkerne zu knacken. Neben der Bezeichnung Kernbeißer ist besonders Kirschkernbeißer gebräuchlich. Weitere Namen sind Kirschfink, Kirschvogel, Kirschenknipper, Kirschbeerfink, Kirschknacker, Steinbeißer und Knospenbeißer. Weiterhin wird dieser Vogel als Finkenkönig bezeichnet, weil er der Größte und Kräftigste unter den europäischen Finkenvögeln ist.
Der wissenschaftliche Name Coccothraustes setzt sich zusammen aus dem griechischen kokkos „Kern“ und thrauein „zerbrechen“, bedeutet also „Kernzerbrecher“. Die Artbezeichnung veränderte sich im Laufe der Jahrhunderte mehrfach; Carl von Linné verwendete 1758 den Namen Loxia coccothraustes, Mathurin-Jacques Brisson gab dem Kernbeißer im Jahr 1760 den Gattungsnamen Coccothraustes. Peter Simon Pallas’ (1811) Benennung als Coccothraustes vulgaris hielt sich am längsten. Im 20. Jahrhundert hat sich die Ornithologie im Streben nach einheitlichen Taxonomina auf den heutigen Namen Coccothraustes coccothraustes geeinigt.

### Haltung als Volierenvogel
Der Kernbeißer wurde auf Grund seiner Zutraulichkeit als Käfigvogel gehalten. Die Haltung erfolgte in einem engen Vogelbauer. Manchmal durfte er freifliegen. Bis heute wird er als Volierenvogel gehalten. Wildfänge sind in Deutschland nach dem § 44 Abs. 1 des Bundesnaturschutzgesetzes verboten, so dass nur in Gefangenschaft nachgezüchtete Tiere mit entsprechendem Nachweis gehalten werden dürfen.
Kernbeißer versuchen in Gefangenschaft Gesänge anderer Vögel nachzuahmen. Dazu zählen unter anderem die Imitation des Schlags der Zwergwachtel, des Trillerns des Grünfinken und des Schilpens des Haussperlings.